# ملك الندوب
ملك الندوب (بالإنجليزية: King of Scars)‏ هي رواية خيالية للمؤلفة الأمريكية لي باردوغو ونشرتها شركة بصمة في عام ٢٠١٩. إنه الجزء الأول من جزئين، ثم يليه حكم الذئاب،  واستمرارًا لسلسلة غريشافيرس. تُروى القصة في المقام الأول بضمير المخاطب من خلال ثلاث وجهات نظر: نيكولاي لانتسوف وزويا نازيالنسكي من الثلاثية الأصلية في رافكا، ونينا زينيك من ستة من الغربان في كيتيردام.

## حبكة
يحاول ملك رافكا نيكولاي لانتسوف إعادة بناء بلده بعد حرب رافكان الأهلية والحصول عليها من أجل صد التهديدات من الدول المجاورة شو هان وفجيردا أثناء التعامل مع الشياطين التي غزاها بها داركلينج. وزويا صديقة والجنرال في جيش رافكا الثاني يائس لمساعدته.
يصادفون أيضًا عبادة القديس غير النجمي (the Cult of the Starless Saint)، الذين يعبدون ويدعون الولاء لداركلينغ. يسافر يوري، زعيم هذه الطائفة، مع زويا ونيكولاي أثناء بحثهما عن طريقة للسيطرة على الوحش داخل نيكولاي. ومحاصرون في بقايا طية الظل التي تحتوي على بعض قديسي رافكا، بما في ذلك سانكتا إليسافيتا وسانكت جوريس وسانكت غريغوري. تساعد سانكا نيكولاي في الاستعداد لطقوس خطيرة للتخلص من الوحش، بينما يعمل سانكت جورس مع زويا لتوسيع قدراتها القريشية. ينتهي الأمر بإليسافيتا بخيانة زويا ونيكولاي بمساعدة يوري. قُتلت جوريس على يد إليسافيتا وانضمت إلى زويا. في نهاية الطقوس، دخلت روح باركلينغ جسد يوري.
في هذه الأثناء، تتنكر نينا زينيك في هيئة امرأة تدعى ميلا جاندرزدات حيث تساعد ليوني وأدريك جريشا على الفرار من فجيردا، حيث تتعرض جريشا للقمع وحتى المطاردة. بعد فترة وجيزة من دفن عشيقها ماتياس، تلتقي نينا مع هان، وهي جريشا تعيش في الخفاء في فجيردا. تم الكشف عن هان لتكون ابنة يارل بروم وإيلفا، وهي امرأة من الهيدجوت. تمكنت نينا وحلفاؤها معًا من إنقاذ نساء وأطفال جريشا الصغار الذين يتم تخديرهم بالباريم وإجبارهم على إنجاب أطفال ولدوا على مدمنين المخدرات.
في النصف الثاني من الرواية، إسحاق، وهو عضو في الحرس الملكي لرافكا. يتم تجنيده من قبل غريشا في القصر لانتحال شخصية نيكولاي، الذي فقد أثناء مهمة لتخليص نفسه من الوحش. يكافح إسحاق من أجل الحفاظ على واجهته كملك رافكا أثناء محاولته العثور على نيكولاي عروسًا ذات فائدة سياسية، حيث وجد اهتمامًا بالأميرة إيهري من شو هان. ومع ذلك ، تم الكشف عن أن الأميرة إهري كانت في الواقع عضوًا في الحرس السري لشو هان وطعنت إسحاق ثم نفسها، وتخطط لتهمة فجيردا في جرائم القتل. الأميرة إهري الحقيقية كانت متنكّرة في هيئة عضو في الحرس السري. على الرغم من مشاهدته لهذا، اختار نيكولاي الأميرة إيهري الحقيقية لتكون عروسه.   

## الشخصيات
- نيكولاي لانتسوف : المعروف بأنه الوسيم والساحر، وهو ملك رافكا [5]
- زويا نازيالينسكاي : جنرال الجيش الثاني والحارسة الشخصي لنيكولاي. [5] هي عضو في Triumvirate. [6]
- نينا زينيك : جاسوسة رافكان وقوى تدمر القلوب [6] [7]
- جينيا سافين: عضو في Triumvirat، خياط جريشا [7]
- تمار قير بتار : توأم طوليا، عضو في الجريشة [8]
- طوليا يول بتار : توأم تمار، عضو في الجريشا [8]
- ديفيد كوستيك : عضو في Triumvirate، جريشا دوراست. [7]
- إسحاق أندرييف : جندي من رافكان خدم تحت قيادة نيكولاي خلال فترة حكمه كملك لرافكا. إنه صديق مقرب لنيكولاي ويتنكر في هيئة الملك بخياطة جينيا عندما يكون نيكولاي بعيدًا. [7]

## جوائز وترشيحات
كان كتاب ملك الندوب أفضل بائع فوري في نيويورك تايمز . 